# GP Viborg
GP Viborg (voorheen: Destination Thy) is een voormalige eendaagse wielerwedstrijd in Denemarken. De wedstrijd werd in 2013 opgericht en maakte deel uit van de UCI Europe Tour, in de categorie 1.2. De wedstrijd vormde een drieluik met de Skive-Løbet en de Himmerland Rundt.

## Lijst van winnaars

### Overwinningen per land
| Overwinningen | Land                         |
| ------------- | ---------------------------- |
| 2             | Denemarken                   |
| 1             | Noorwegen, Spanje, Nederland |